# Łazienkipaleis

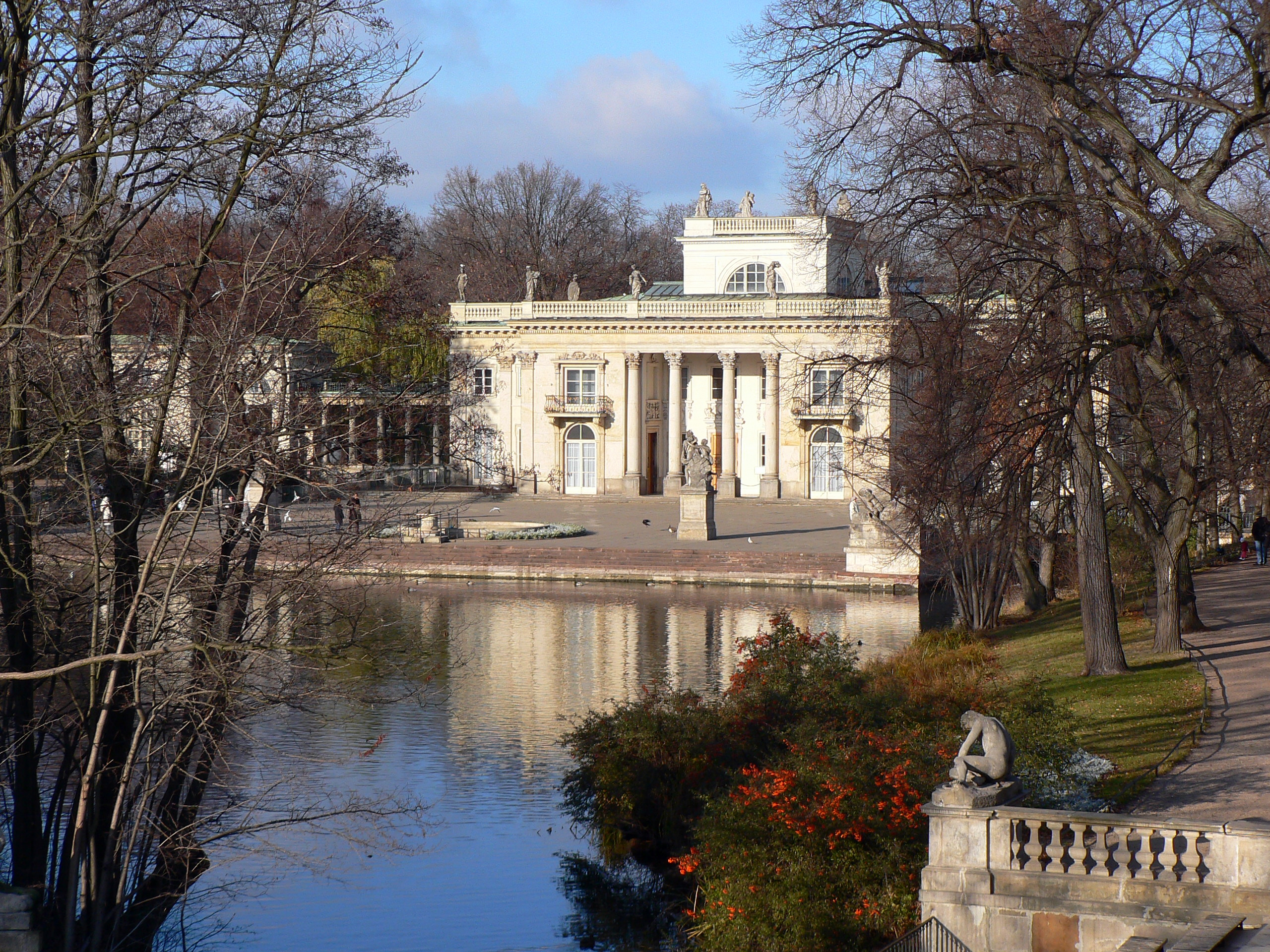
Łazienkipaleis

Het Łazienkipaleis (Pools: Pałac Łazienkowski), ook wel Paleis op het Water (Pools: Pałac na Wodzie) en het Paleis op het Eiland (Pools: Pałac na Wyspie) genoemd, is een neoclassicistisch paleis in Łazienki Park in de Poolse hoofdstad Warschau.

## Geschiedenis
Oorspronkelijk in 1772 als een badhuis gebouwd voor de machtige aristocraat Stanisław Herakliusz Lubomirski, gebouwd op een eilandje in het midden van een meer door Tylman van Gameren.
Het werd tussen 1764 en 1795 compleet herbouwd door Domenico Merlini voor koning Stanisław August Poniatowski om dienst te doen als zijn privé-residentie. Het paleis werd gebouwd op een kunstmatig eiland dat het meer verdeelde in twee gedeelten, een klein noordelijk meer en een groot zuidelijk meer; het wordt met de rest van het park verbonden door twee Ionische colonnadebruggen. In 1775 werd het zuidelijk deel van het paleis verhoogd met een verdieping. In 1784 werd door Merlini een nieuwe zuidfaçade ontworpen en in 1788 werden de vleugels aan het paleis aangebouwd, hierdoor ontstonden de balzaal, de Salomonzaal en een galerij. Ook aan de noordkant werd een façade opgericht, die een streng en monumentaal uiterlijk heeft. In 1792 werd het paleis uitgebreid met beide paviljoens op de oevers van de colonnades die in verbinding stonden met het hoofdgebouw.
Koning Stanisław August Poniatowski bleef gedurende zijn gehele regeerperiode aan Łazienki bouwen. Na de dood van de koning nam prins Poniatowksi het paleis en het omliggende park over. Vanaf 1817 was het de residentie van de Russische tsaren. Tussen de twee wereldoorlogen werd het paleis staatsbezit.
Tijdens de Tweede Wereldoorlog boorden soldaten van de Wehrmacht tienduizenden gaten in de gestripte muren van het paleis. Ze vulden de muren met dynamiet, maar het lukte hen alleen het paleis in brand te steken en alleen de eerste verdieping raakte licht beschadigd. Tussen 1945 en 1965 vonden onder leiding van architect Jan Dądrowski reparaties plaats aan het paleis. Ook werd na de Tweede Wereldoorlog het paleis tot de jaren zestig gebruikt als barakken. Na de herbouw werd het paleis onderdeel van het nationaal museum.

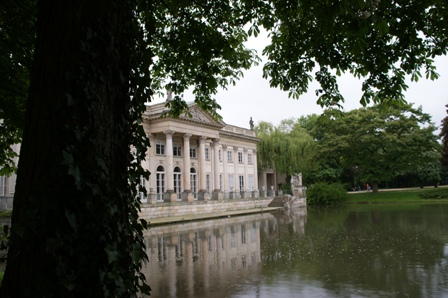
Paleis op het Water
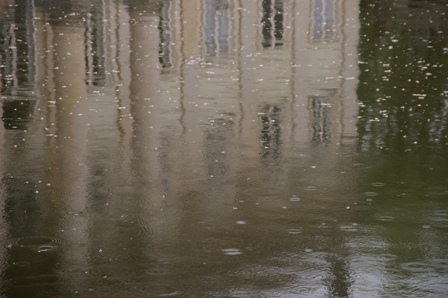
Paleis op het Water
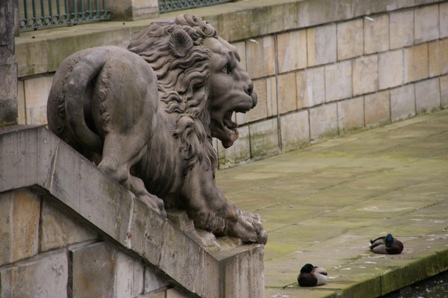
Paleis op het Water

## Interieur
Op de begane grond van het paleis bevindt zich de Bacchuskamer die versierd wordt door 17de-eeuwse Hollandse blauwe tegels met initialen van de koning en de vorige eigenaar. Het vertrek is vernoemd naar het schilderij van Jacob Jordaens, Silenus en Bacchantes. De plafondschildering uit 1778 van Bacchus, Ceres, Venus en Cupid van Jan Bogumił Plersch werd door de Duitsers in 1944 verwoest. De Rotonde werd ontworpen door Domenico Merlini, die het middengedeelte van het paleis inneemt. De koepel rust op een zuilenkrans die versierd wordt met geel en wit marmer met de figuren van Poolse koningen is het een van de belangrijkste voorbeelden van neoclassicistische decoratie binnen het paleis. De balzaal werd ontworpen door Jan Chrystian Kamsetzer en was bedoeld voor recepties, diners en maskerades. De stijl is streng classicistisch. In de nissen boven staan beelden van ‘Herakles Farrese en de Apollo van Belvédère’. De Salomonzaal fungeerde als audiëntiezaal. De schilderingen van Marcello Bacciarelli die zich in de zaal bevonden zijn in 1944 verloren gegaan. Dan volgt een galerij met een eenvoudige decoratie met de schilderijencollectie. De zaal wordt ook wel de Galerij van de Schilderijen genoemd met werken van Rubens en Rembrandt. Op de eerste verdieping bevinden zich de koninklijke vertrekken, de boven schilderijengalerij, de Balkonzaal, het Kabinet van de Koning, de koninklijke slaapkamers, de klokkenkamer en de officierenkamer.
Belvedèrepaleis · Kasteel Będzin · Bobolice · Chęciny ·  Groene Poort · Koninklijk Kasteel (Warschau) · Lublin · Łazienkipaleis · Łęczyca · Slot Mariënburg · Marywil · Myślewicki-paleis · Niepołomice · Nowy Sącz · Ogrodzieniec · Kazimierzpaleis ·Paleis onder het blikken dak · Piotrków Trybunalski · Koninklijk Paleis (Poznań) · Sandomierz · Sanok · Saksisch Paleis · Tykocin · Ujazdówkasteel · Wawel · Wilanówpaleis